# The Foreigner (film, 2017)
The Foreigner är en brittisk-kinesisk-amerikansk actionfilm av Martin Campbell med premiär hösten 2017. Den är baserad på romanen The Chinaman av Stephen Leather. I huvudrollerna syns Jackie Chan, Pierce Brosnan, Charlie Murphy och Stephen Hogan.

## Om filmen
Filmen produceras av det amerikanska bolaget STX Entertainment och inspelningen började i januari 2016. Premiären var beräknad till 29 september 2017 i USA. Sprängningen av en buss på en bro i centrala London skapade oro bland delar av befolkningen och bland turister. Bara de närmaste grannarna hade informerats att det handlade om en stunt.

## Rollista
- Jackie Chan som Quan
- Pierce Brosnan som Liam Hennessy[3]
- Charlie Murphy som Quan's dotter
- Stephen Hogan som Christy Murphy
- Ilan Goodman som Landesman
- Sean Campion som Byard Cary
- Dino Fazzani som brandman
- Bron James som journalist